# Juego de heroes
Juego de Héroes (ruso - "Мир героев") es una metodología de desarrollo de habilidades blandas dirigida a niños y adolescentes de 7 a 18 años. Fue desarrollada por el metodólogo ruso de proyectos educativos, Oleg Kirechenkov, en 2016. La idea principal de la metodología consiste en la creación de un marco compuesto por 9 habilidades blandas universales. Gracias a este marco, padres y educadores pueden monitorear el desarrollo de las habilidades de eficacia personal del niños.

## Historia del desarrollo
La metodología fue creada para ser aplicada en clubes de desarrollo personal y en campamentos de verano para niños. Está basada en las obras de Stephen Covey y Sean Covey "Los 7 hábitos de los adolescentes altamente efectivos", pero la expande a 9 habilidades principales, agregando gamificación y técnicas específicas de trabajo.

## Descripción del método
La metodología se basa en el desarrollo de 9 habilidades, cada una de las cuales está representada en el sistema de gamificación por un personaje del "Juego de Héroes":
Victoria personal:
1. Confianza (Guerrero)
2. Elección (Cazador)
3. Objetivo (Arquero)
4. Tiempo y acción (Rastreador)
Victoria compartida:
5. Confianza (Viajero)
6. Victoria compartida (Comerciante)
7. Comprensión (Médico)
8. Equipo (Rey)
9. Desarrollo constante (Bufón).
Los participantes del juego pueden acumular "puntos de poder personal" al mostrar estas habilidades. La metodología incluye una herramienta de diagnóstico llamada "Juego de Sombras", una técnica para construir trayectorias individuales de desarrollo y pruebas basadas en el principio de 360 grados.

## Aplicación
La metodología se utiliza en centros educativos privados de 12 ciudades de Rusia para hacer las clases semanales. Así como en el sistema de formación de tutores a nivel federal (a partir de 2022, más de 9.000 tutores tienen acceso a la metodología).

## Ventajas y desventajas
Las ventajas de la metodología incluyen la sistematización del proceso de desarrollo, la gamificación y la disponibilidad de técnicas listas para usar. Las desventajas incluyen la necesidad de formación adicional, el tiempo prolongado requerido para introducir a los participantes en el juego y la necesidad de materiales especiales, como tarjetas de héroes.

## Crítica
Algunos expertos señalan que la metodología no considera de forma explícita algunas habilidades clave, como el pensamiento crítico, el pensamiento creativo, la inteligencia emocional y la adaptabilidad.